# 纪照青
纪照青（1918年6月—1993年8月），又名许宗福，男，汉族，山东夏津人，中华人民共和国政治人物，曾任中共湖南省委常委，湖南省人大常委会副主任。